# Лорел-Маунтен (Пенсільванія)
Лорел-Маунтен (англ. Laurel Mountain) — місто (англ. borough) в США, в окрузі Вестморленд штату Пенсільванія. Населення — 146 осіб (2020).

## Географія
Лорел-Маунтен розташований за координатами 40°12′40″ пн. ш. 79°11′6″ зх. д. / 40.21111° пн. ш. 79.18500° зх. д. (40.211168, -79.185011).  За даними Бюро перепису населення США в 2010 році місто мало площу 0,33 км², уся площа — суходіл.

## Демографія
Згідно з переписом 2010 року, у селищі мешкало 167 осіб у 78 домогосподарствах у складі 50 родин. Густота населення становила 500 осіб/км².  Було 107 помешкань (320/км²).
Расовий склад населення:
| - 99,4 % — білих - 0,6 % — азіатів |

До двох чи більше рас належало 0,0 %. Частка іспаномовних становила 0,6 % від усіх жителів.
За віковим діапазоном населення розподілялося таким чином: 16,8 % — особи молодші 18 років, 57,5 % — особи у віці 18—64 років, 25,7 % — особи у віці 65 років та старші. Медіана віку мешканця становила 51,3 року. На 100 осіб жіночої статі у селищі припадало 96,5 чоловіків;  на 100 жінок у віці від 18 років та старших — 93,1 чоловіків також старших 18 років.
Середній дохід на одне домашнє господарство  становив 52 087 доларів США (медіана — 36 250), а середній дохід на одну сім'ю — 68 690 доларів (медіана — 59 375). За межею бідності перебувало 17,3 % осіб, у тому числі 35,3 % дітей у віці до 18 років та 17,4 % осіб у віці 65 років та старших.
Цивільне працевлаштоване населення становило 106 осіб. Основні галузі зайнятості: освіта, охорона здоров'я та соціальна допомога — 36,8 %, мистецтво, розваги та відпочинок — 25,5 %, оптова торгівля — 8,5 %, транспорт — 7,5 %.